# Сельское поселение Александровка (Кинель-Черкасский район)
Се́льское поселе́ние Алекса́ндровка — муниципальное образование в Кинель-Черкасском районе Самарской области.
Административный центр — село Александровка.

## Административное устройство
В состав сельского поселения Александровка входят:
- село Александровка,
- село Берёзовка,
- село Степановка,
- посёлок Безречье,
- посёлок Малореченск.

На территории сельского поселения находились:
- Липовая Роща — упразднённый в 2004 году посёлок.